# クインティノ・セラ (駆逐艦)
クインティノ・セラ（Quintino Sella）とは、イタリア海軍のセラ級駆逐艦の一番艦。

## 艦歴
第二次世界大戦にイタリアが参戦した際クインティノ・セラは姉妹艦のフランチェスコ・クリスピとともに2隻だけで第四駆逐隊を編成しドデカネス諸島レロス島に配備されていた。主にエーゲ海で防備機雷原の敷設任務を行い、その後船団護衛任務に配属された。41年2月にセラとクリスピの両艦はイギリス軍のカステロリゾ島侵攻（アブステンション作戦）への反撃に加わる。翌月セラとクリスピは特攻艇を搭載しクレタ島スダ湾を攻撃、重巡洋艦ヨークを大破・放棄させタンカー一隻を撃沈する戦果を挙げた（スダ湾襲撃）。だがその後ドイツ軍のJu87の誤爆を受け大破。その後戦線復帰してエーゲ海で活動を続けた。
イタリアの降伏後の1943年9月11日、ヴェネチアを出港してターラントへ向かおうとしていた「クインティノ・セラ」はヴェネチアへ近づいていたドイツの魚雷艇に発見された。魚雷艇「S54」が魚雷2本を発射し、2本とも命中した「クインティノ・セラ」はすぐに沈没した。27名、または士官4名と水兵27名が死亡した。